# ジャスティン・プランケット (第5代フィンゴール伯爵)
第5代フィンゴール伯爵ジャスティン・プランケット（英語: Justin Plunkett, 5th Earl of Fingall、1698年以降 – 1734年3月27日）は、アイルランド貴族。1718年までキリーン卿の儀礼称号を使用した。

## 生涯
第4代フィンゴール伯爵ピーター・プランケットとフランシス・ヘイルズ（Francis Hales、1719年7月3日以前没、第3代準男爵サー・エドワード・ヘイルズの娘）の息子として生まれた。
1718年1月24日に父が死去すると、フィンゴール伯爵の爵位を継承したが、その時点では未成年だった。
1731年11月29日、メアリー・フィッツジェラルド（Mary Fitzgerald、1742年3月19日没、モーリス・フィッツジェラルドの娘）と結婚した。
1734年3月27日にグラスネヴィンで死去、曽祖父クリストファーの弟ジョージの息子ジェームズの息子ロバートが爵位を継承した。